# Laia Balcells
Laia Balcells Ventura (Granollers, 1980) es una politóloga especializada en política comparada. Es Catedrática en la Universidad de Georgetown, en Washington D. C.

## Trayectoria Académica
Se licenció en Ciencias Políticas con Premio Extraordinario por la Universidad Pompeu Fabra de Barcelona en 2002, cuando obtuvo una beca del CEACS, Fundación Juan March, para realizar estudios de Máster y Doctorado en Ciencias Sociales. Ahí fue estudiante de José María Maravall, James Fearon, Margaret Levi y Gosta Esping-Andersen, entre otros.
En 2004 consiguió una beca para realizar el Doctorado en la Universidad de Yale, donde defendió la tesis doctoral en 2010, bajo la supervisión de Stathis Kalyvas, Elisabeth Wood y David Mayhew. 
Trabajó en el Instituto de Análisis Económico- CSIC hasta 2012, cuando recibió una oferta para incorporarse como Assistant Professor (tenure-track) en la Universidad de Duke.  El curso académico 2015-16 fue investigadora visitante en la Universidad de Princeton, en el centro Niehaus de la Escuela de Políticas Públicas. Fue también Catedrática de Excelencia en la Universidad Carlos III de Madrid. El verano de 2017 se incorporó como profesora a la Universidad de Georgetown, en Washington D. C. En agosto de 2023, con 43 años recién cumplidos, fue promocionada a Catedrática. 
Colabora con medios de comunicación catalanes, y en especial en RAC1 y el Diari Ara. Ha escrito también en la prestigiosa revista de relaciones internacionales Foreign Affairs, Foreign Policy y el Washington Post.

## Publicaciones
Su primer libro, que ha tenido apoyo de la Harry Frank Guggenheim Foundation, ha sido publicado en 2017 por . Trata sobre la violencia en guerras civiles, e incluye un estudio detallado de la violencia durante la Guerra Civil Española. El libro ha salido traducido al castellano en 2021.
En 2010 publicó, junto a Stathis Kalyvas, un artículo sobre guerras civiles y sistema internacional que fue publicado en The American Political Science Review (APSR) y obtuvo el Luebbert Award para mejor papel en política comparada de la American Political Science Association. 
Ha publicado más de treinta artículos en revistas académicas de impacto. En 2013 publicó un artículo sobre el nacionalismo catalán en Nationalism and Ethnic Politics que relacionaba el proceso de alfabetización masiva con la cristalización de un sentimiento nacional en la Cataluña española, que no tuvo lugar en la Cataluña francesa puesto que el estado Francés hizo una tarea de construcción del estado más exitosa que el estado español. El artículo ha sido citado en varios medios como Eldiario.es, El Español, o el blog de Daron Acemoglu y James Robinson.

## Premios
- Premio Extraordinario de Bachillerato (1997), Generalidad de Cataluña.[8]
- Premio Extraordinario de Fin de Estudios (Ciencias Políticas, UPF, año 2002)
- Premio Jóvenes Investigadores del IESA-CSIC.[9]
- Premio al mejor papel de la Association for the Study of Nationalities (2009)[10]
- Premio Luebbert al mejor artículo en Política Comparada de la American Political Science Association (2010).
- Finalista al mejor artículo de la sección Conflict Processes de la American Political Science Association (2015).
- Premio al mejor artículo de la sección Ethnicity, Nationalism, and Migration de la International Studies Association (2018).
- Premio al mejor artículo de la sección Ethnicity, Nationalism, and Migration de la International Studies Association (2020).
- Premio a mejor revisor/a externo/a, de la revista Comparative Political Studies.
- Finalista al mejor premio de la sección Democracia y Autocracia de la American Political Science Association (2023).